# Roberto Ridolfi
Roberto Ridolfi (* 12. September 1899 in Florenz; † 28. Dezember 1991 ebenda) war ein italienischer Historiker.

## Leben
Ridolfi entstammte der altflorentinischen, auch eng mit den Medici verschwägerten Familie der Ridolfi. Er nahm als Artillerieoffizier an der Endphase des Ersten Weltkrieges teil und beschäftigte sich in seiner Jugend mit Insektenkunde. Später forschte er in den Hauptarchiven von Florenz und erarbeitete auf Grund von neuentdeckten Dokumenten Biographien zu Francesco Guicciardini, Niccolò Machiavelli und Girolamo Savonarola. Für diese Schriften wurde er von der Universität Oxford mit einem Ehrendoktorat ausgezeichnet. In seinen Spätjahren schrieb Ridolfi Feuilletonartikel für den Corriere della Sera, die später auch in Büchern veröffentlicht wurden.
Roberto Ridolfi ist auf dem Cimitero di Soffiano in Florenz bestattet.

## Werke
- L’archivio della famiglia Guicciardini, Florenz 1931
- Gli archivi delle famiglie fiorentine, Florenz 1934
- Studi savonaroliani, Florenz 1935
- Il Bargeo e i sonetti contro Fiammetta Soderini, Florenz 1939
- Le prediche del Savonarola. Cronologia e tradizione del testo, Florenz 1939
- Genesi della storia d’Italia guicciardiniana, Florenz 1939
- Opuscoli di storia letteraria e di erudizione (Savonarola, Machiavelli, Guicciardini, Giannotti), Florenz 1942
- Orologio a pagine, Neapel 1951
- Vita di Girolamo Savonarola, Rom 1952
- Vita di Niccolò Machiavelli, Rom 1954
- Memorie di uno studioso, Rom 1956
- Vita di Giovanni Papini, Mailand 1957
- Le filigrane dei paleotipi. Saggio metodologico, Florenz 1957
- La stampa in Firenze nel secolo XV, Florenz 1958
- Vita di Francesco Guicciardini, Rom 1960
- Il libro dei sogni, Rom 1963
- La parte davanti, Florenz 1967
- Studi sulle commedie del Machiavelli, Pisa 1968
- I ghiribizzi, Florenz 1968
- Dialogo di un astronauta e di Ludovico Ariosto, Rom 1969
- I palinfraschi, Florenz 1970
- Candido Gino. Celebrazione di Gino Capponi nel centenario della morte, Rom 1976
- Le cantafavole, Florenz 1977
- Studi guicciardiniani, Florenz 1978
- Il trittico del risorto, Florenz 1979
- L’acqua del Chianti, Mailand 1981
- Lorenzino sfinge medicea, Florenz 1983
- Addio alla Baronta, Florenz 1985
- Incontriamo Ridolfi, G. Paroli [Hrsg.], Brescia 1987
- Gli ultimi elzeviri. Scrivere senza vedere, Florenz 1989
- La vita aggiunta. Omaggio a Roberto Ridolfi, Florenz 1991
- Questa è Firenze. Natale 1996, Florenz 1996
- Prolegomeni ed aggiunte alla Vita di Girolamo Savonarola, Florenz 2000
- Poesia in prosa. Scritti letterari di una vita, in 2 Bd., Florenz 2002
- Giovanni Papini - Roberto Ridolfi. Briefwechsel 1939-1956, Anna Gravina [Hrsg.], Rom 2006